# سامرتن (آریزونا)
سامرتن (به انگلیسی: Somerton) شهری در شهرستان یوما ایالت آریزونا است که در سرشماری سال ۲۰۱۰ میلادی، ۱۴٬۲۸۷ نفر جمعیت داشته است. سامرتن، به‌طور رسمی در تاریخ ۱۹۱۸ میلادی به‌عنوان یک شهر شناخته شد.